# 旅遊許可電子系統

标志

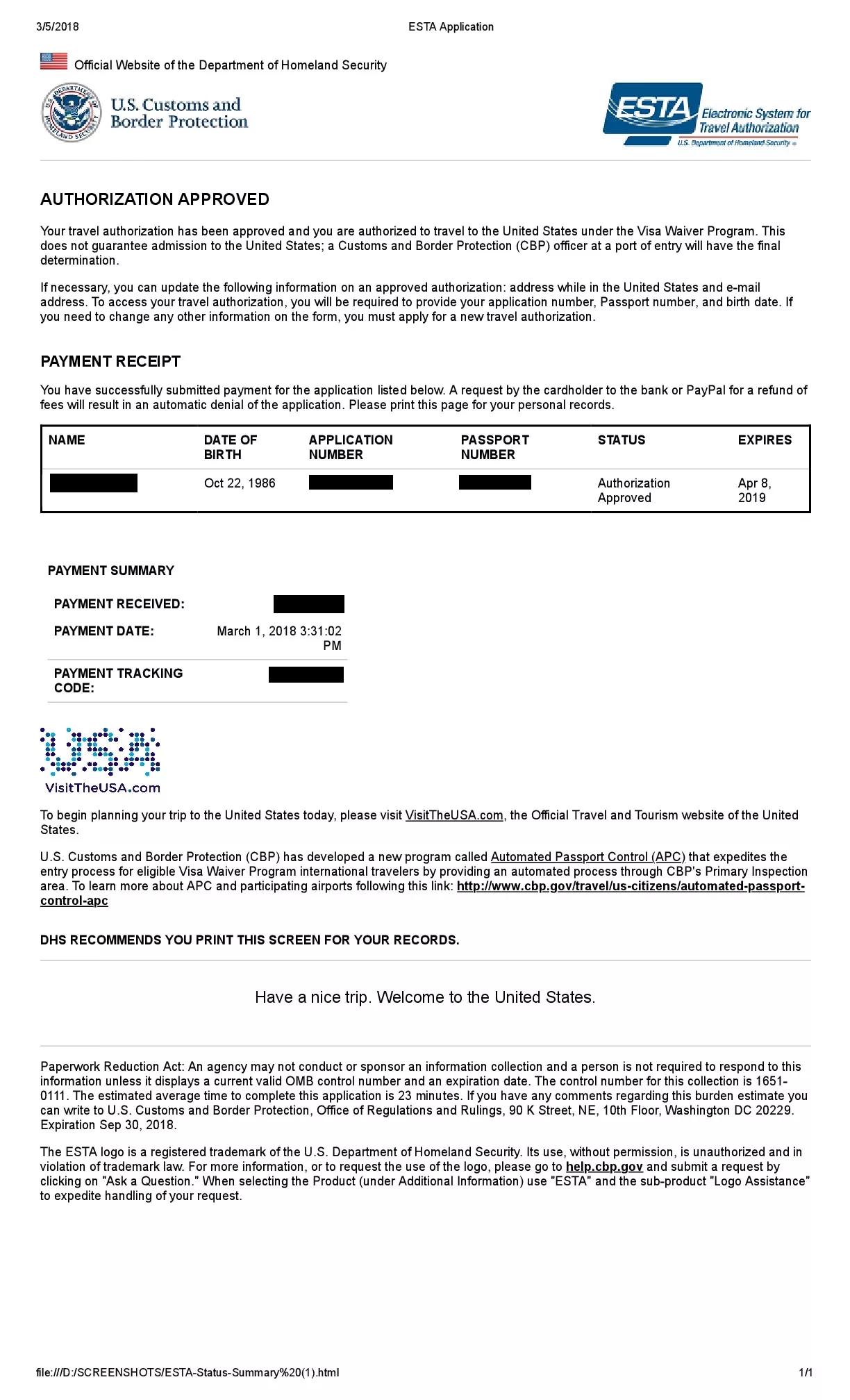
批准记录

旅遊許可電子系統（英語：Electronic System for Travel Authorization）為一個根據美國法律的要求，由美國國土安全部（DHS）所建置實施的自動化系統，用來確定旅客有無資格根據免簽證計劃（VWP）以空路或海路方式前往美國。當適用該免簽證計劃之旅客，在前往美國（包含過境美國領土）之前，必須先上網到ESTA網站申請，若取得許可，則無需再申請簽證。入境美國時，也不需如以往要填寫「I-94W」表單。本系統為增強免簽證計畫的安全性的一環。ESTA原本稱為ETA，但西班牙政府向美國政府反應簡稱「ETA」易與西班牙巴斯克地區的分離主義團體埃塔混淆，因此改簡稱為ESTA。

## 簡介
ESTA網站上面包含了免簽證計劃參與國的語言。申請者需具有晶片護照（中華民國護照持有者尚需有身分證統一編號），護照效期不得低於半年。即使未馬上要前往美國或尚無具體旅行行程計劃，仍可先申請，若申請獲准則兩年內有效（但不得超過護照到期日），效期過後仍可再提出申請。若未獲准則需至美國駐各國的大使館、領事館等申請非移民簽證。由於部份國家對於持有美國簽證者可免除申請簽證或落地簽證，因此即使適用免簽證計劃的旅客仍可申請一般的美國非移民簽證。另外，使用私人航空器、船舶入境美國者尚不適用ESTA，而需申請非移民簽證。

## 申請流程與費用
- 上ESTA網站填表→提出申請→記下申請號碼→付款→檢視申請狀態（通常數分鐘內可得知是否通過，最遲不超過72小時）。
- 針對獲得核准的ESTA旅行許可，美國政府收取21美元的費用（處理費4美元，授權費17美元），該費用只能透過萬事達卡、VISA卡、美國運通卡、發現卡、JCB卡及大來卡等信用卡、簽帳卡進行支付。未獲准者只收取4美元。

## 在前往關島或北馬利安納群島之情況
「入境關島或北馬利安納群島免簽證計劃」及VWP為兩種不同之方案，各有其實施方式及要件，旅客可自上述兩計劃中擇一適用。此兩計劃間最大之差異，為前者停留時間不得超過45天，且須填具入出境表格（Form I-94）及關島─北馬利安納群島免簽證入境表格（Form I-736），須自台灣直接搭機前往關島 或北馬（包括塞班、天寧等島），中途不得有轉機點或暫停任何第三地。後者停留時間不得超過90天，且須事先上網申請ESTA，取得授權許可。

## 從加拿大或墨西哥以陸路方式進出美國之情況
適用免簽證計劃之旅客若以陸路自加拿大或墨西哥入境美國尚無須事先申請ESTA，只有在通關時須填具I-94W表格，並支付6美元之陸路邊境費用。自加拿大卑詩省溫哥華及維多利亞搭乘渡輪赴美國華盛頓州亦視同以陸路入境，無須事先申請ESTA。惟可停留天數須扣除之前在美停留天數。關於其他細節部分，可前往國土安全部海關暨邊境保衛局（CBP）之網站中進行參考。于2022年10月1日起不再适用， 由陆地入境的免签证计划旅客将视为由海路，空路入境旅客一样，需要申请ESTA。
然而，加拿大方面已同美國磋商免簽互惠協定，並配合美國境外入境審查據點以審核非美國人入境；但美墨邊界的入境審查較為嚴格，且無境外入境審查與ESTA設施。

## 第三方網站
有些網站會以購買關鍵字等方式，在搜尋引擎中取得較前面的排名，以試圖誤導不知情者進去該網站，謊稱可代為申請免簽，卻可能向用戶收取高額費用。但美國政府除了自己建置的ESTA網站之外，並未授權其他非美國政府的網站經營ESTA。誤用這些第三方網站的用戶，其個人資料及信用卡卡號等資訊可能會有遭盜用的風險。

## 關聯條目
- 簽證
- I-94 (表格)
- 免簽證計畫
- US-VISIT－美國訪客暨移民身分顯示系統
- 美國境外入境審查
- 加拿大电子旅行证
- 签证更新电子系统

## 外部連結
- ESTA官方網站（页面存档备份，存于）－ESTA美國國土安全部 海關暨邊境保衛局
- 美國在台協會 免簽證計劃 （页面存档备份，存于）
- 免簽證計劃問與答 （页面存档备份，存于）
- 中華民國外交部 美國免簽專區